# ارنستو مایو
ارنستو مایو (ایتالیایی: Ernesto Mahieux؛ زادهٔ ۱۲ ژوئیهٔ ۱۹۴۶) یک هنرپیشه اهل ایتالیا است.
از فیلم‌ها یا برنامه‌های تلویزیونی که وی در آن نقش داشته‌است می‌توان به ماکارونی اشاره کرد.